# 植村鞆音
植村 鞆音（うえむら ともね、1938年3月10日 - ）は、日本のテレビプロデューサー・会社役員、伝記作家。

## 人物・来歴
愛媛県松山市に生まれる。父植村清二は東洋史学者で、作家直木三十五の実弟。新潟県立新潟高等学校を経て1962年早稲田大学第一文学部史学科卒業、東映入社。
1964年テレビ東京入社。1994年同局常務取締役。1999年テレビ東京制作代表取締役社長を経て、DACグループ顧問、一般社団法人STEP理事。
2005年『直木三十五伝』で第19回尾崎秀樹記念・大衆文学研究賞受賞、2007年『歴史の教師植村清二』で第55回日本エッセイスト・クラブ賞受賞。

## 著作
- 『直木三十五伝』文藝春秋 2005.6、文春文庫 2008.6
- 『歴史の教師 植村清二』中央公論新社 2007.2
- 『夏の岬』文藝春秋 2009.2 小説
- 『気骨の人 城山三郎』扶桑社 2011.3

### 共編著
- 『この人 直木三十五－芸術は短く貧乏は長し』鱒書房 1991.4。編・解説
- 『テレビは何を伝えてきたか　草創期からデジタル時代へ』大山勝美・澤田隆治共著 ちくま文庫 2012.6

## 参考
- 著書紹介文